# Друг Марко
Друг Марко је играно-документарни серијал продукције „ГФЦ”, премијерно емитован на првом програму РТС-а.
Прати живот и деловање Александра Ранковића чији лик тумаче Небојша Дугалић и Павле Чемерикић. Наратор је Тихомир Станић, а серија има десет епизода.

## Глумачка подела
| Тихомир Станић       | Наратор                   |
| Небојша Дугалић      | Александар Ранковић       |
| Павле Чемерикић      | Александар Ранковић млађи |
| Ваја Дујовић         | Славка Ранковић           |
| Драган Вујић         | Јосип Броз Тито           |
| Хаџи Ненад Маричић   | Добрица Ћосић             |
| Радомир Николић      | Слободан Пенезић Крцун    |
| Александар Срећковић | Иван Гошњак               |

| Душан Павић             | Тихомир Поповић Тика        |
| Миливој Петровић        | Мића Ранковић               |
| Ђорђе Кадијевић         | Слободан Ранковић           |
| Огњен Никола Радуловић  | Јосип Немањић               |
| Вахид Џанковић          | Торбица                     |
| Владимир Алексић        | Момчило Дражић              |
| Недим Незировић         | Сретен Жујовић              |
| Никола Вујовић          | Светислав Стефановић Ћећа   |
| Урош Најкић             | Вељко Кнежевић              |
| Александар Димитријевић | Космајац                    |
| Милица Јаневски         | Гордана Зина Белић Пенезић  |
| Милена Предић           | Даринка Ранковић            |
| Сунчица Милановић       | Анђа                        |
| Миона Марковић          | Рођа                        |
| Милица Томашевић        | Јованка Броз                |
| Радоје Чупић            | Никола Калабић              |
| Ленка Петровић          | Ана Павелић                 |
| Мирослав Фабри          | Ратко Дугоњић               |
| Предраг Коларевић       | Јован Веселинов             |
| Милош Анђелковић        | Лазар Колишевски            |
| Никола Фишековић        | Милиционар                  |
| Дејан Шубаковић         | Болничар Жика               |
| Предраг Милетић         | Васа Петровић               |
| Милош Влалукин          | Душан Нешић                 |
| Марко Ивановић          | Светозар Вујковић           |
| Александар Кецман       | Јефто Шашић                 |
| Реља Бошковић           | Мали Мића                   |
| Стефан Вукић            | Бил Дикин                   |
| Владимир Гвојић         | Милош Миша Брашић           |
| Бора Ненић              | Вели Дева                   |
| Владан Дујовић          | Едвард Кардељ               |
| Самуил Петровски        | Добривоје Радосављевић Боби |
| Ђорђе Крећа             | Никола Марковић             |
| Тијана Караџић          | Унука                       |
| Лора Орловић            | Лепа Перовић                |
| Владан Гајовић          | Коча Поповић                |
| Милан Чучиловић         | Др Благоје Нешковић         |
| Бојан Жировић           | Иван Стево Крајачић         |
| Бошко Пулетић           | Поп Владо Зечевић           |
| Растко Јанковић         | Борис Перић                 |
| Ивана Дудић             | Зорана Лола Новаковић       |
| Иван Заблаћански        | Борислав Михајловић Михиз   |
| Игор Павловић           | Рајко Гаговић               |
| Данило Лончаревић       | Милован Ђилас               |
| Марко Павловић          | Иво Лола Рибар              |
| Теодор Винчић           | Бане Андрејев               |
| Златан Динетовић        | Ђура Каплар                 |
| Зоран Ћосић             | Фра Боно Остојић            |

## Списак епизода
| №   | Наслов               | Прво приказивање    |
| --- | -------------------- | ------------------- |
| 1.  | Илегалац Лека        | 29. август 2023.    |
| 2.  | У канџама Гестапоа   | 6. септембар 2023.  |
| 3.  | У вихору рата        | 12. септембар 2023. |
| 4.  | Озна                 | 20. септембар 2023. |
| 5.  | Рат после рата       | 26. септембар 2023. |
| 6.  | Почетак краја        | 3. октобар 2023.    |
| 7.  | Марко као препрека   | 10. октобар 2023.   |
| 8.  | Обрачун с Марком     | 18. октобар 2023.   |
| 9.  | Под контролом служби | 24. октобар 2023.   |
| 10. | Херој Лека           | 31. октобар 2023.   |

## Додатни извори
- „Uspon i sunovrat Aleksandra Rankovića: Kurir na snimanju nove serije Drug Marko, a evo ko igra drugove Leku i Tita i njihove žene”. Курир. 9. 4. 2023. Приступљено 21. 9. 2023.
- Предојевић, Бранислав (22. 8. 2023). „Играно-документарни серијал “Друг Марко” почиње на РТС-у: Успон, пад и ћутња Александра Ранковића”. Глас Српске. Приступљено 21. 9. 2023.
- Maričić, Vladimir (31. 8. 2023). „„Mistika i nedorečenost uvek su privlačni za narod“: U čemu je tajna velike gledanosti prve epizode TV serije „Drug Marko“ o Aleksandru Rankoviću?”. Данас. Приступљено 21. 9. 2023.
- „Veliko interesovanje za seriju "Drug Marko" i u regionu”. Телеграф. 13. 9. 2023. Приступљено 21. 9. 2023.